# هاردینسبورگ (کنتاکی)
هاردینسبورگ (به انگلیسی: Hardinsburg) شهری در ایالت کنتاکی کشور ایالات متحده آمریکا است که جمعیت آن در سرشماری سال ۲۰۱۰ میلادی، ۲٬۳۴۳ نفر بوده‌است.